# Fundulus grandissimus
Fundulus grandissimus es una especie de pez de la familia de los fundúlidos en el orden de los ciprinodontiformes.

## Morfología
Los machos pueden llegar a los 20 cm de longitud total.

## Distribución geográfica
Se encuentran en Centroamérica: Yucatán (México).